# Blanca Sarasua
Blanca Sarasua Muñoz (Bilbao, 2 de noviembre de 1939) es una escritora y poeta española.

## Trayectoria
Sarasua comenzó a escribir a los cuarenta años, mientras acompañaba a su marido, el pintor Ignacio Ipiña. Publicó su primer libro, Cuando las horas son fuego, con 44 años, y lo presentó de la mano del escritor Ramiro Pinilla, uno de sus maestros, junto con Bernardo Arrizabalaga. Utiliza un lenguaje rico pero sencillo, y su poesía se caracteriza por la ausencia de rimas. Cree en la belleza de los versos libres pero considera que hay que ir más allá de lo estético. Reivindica la profundidad de la poesía y la necesidad de volver a los clásicos como fuente de valores eternos.
En sus comienzos, su obra está influenciada Gabriel Celaya o Miguel de Unamuno y, sobre todo, Miguel de Cervantes. Apegada a la poesía irónica, en su libro Baciyelmo hace en una relectura de Don Quijote de La Mancha, donde versifica momentos significativos de la novela, como los molinos de viento y el nombramiento de Sancho Panza como gobernador de la ínsula.
Amante de la música, Sarasua concibe la poesía como otra forma del ver el mundo y en algunos de sus libros, como Música de Aldaba, critica la situación de las poetisas de su generación. Su libro Música de Aldaba coge el título de una anécdota sobre Beethoven y cómo surgió la Quinta sinfonía. Ha colaborado en revistas literarias como Zurgai, Albor (editada por la Academia Castellano y Leonesa de la Poesía), Amilamia, Alborada, y periódicos como El Correo o el Diario de Ávila, entre otros. 

## Libros de poesía
- Cuando las horas son fuego (1984).
- El cerco de los pájaros (1986).
- Ático para dos (1989).
- Ballestas contra el miedo (1990). Premio Ernestina de Champourcin de la Diputación de Álava.
- ¿Quién ha visto un ambleo? (1994).
- Rótulo para unos pasos (1997).
- La mirada del maniquí  (2000).[9]
- Coyunda recia (2005).
- Música de aldaba (2008). XIX Premio Internacional de Poesía San Juan de la Cruz[10]
- Baciyelmo (2012).[11]
- Adagio para un silencio (2016). Ediciones Vitruvio
- Stop (2019).Ediciones Vitruvio. Premio de la Asociación de Editores de Poesía.
- No estoy de acuerdo (2022). Ediciones Vitruvio.

## Libros en prosa
- Cuentos inevitables (2023). Ediciones Vitruvio.

## Antologías
- Poesía en Bilbao. Editorial Gerión, 1985; Editorial Laida, 1991.
- Luzmaría Jiménez Faro Mujeres y café. Editorial Torremozas, 1995.[12]
- Bilbao verso a verso. Ayuntamiento de Bilbao, 2001.
- Enan Burgos: Antología del agua. Editorial Pleamar, 2004.
- Sharon Keefe Ugalde: En voz alta. Editorial Hiperion, 2006.[13]
- Ahotsa, hitzak, hizkuntzak (Voz, palabras, lenguas) de Euskaltzaindia, 2010.[14]
- Poesía viva, poetas vascos en castellano. Editorial Muelle de Uribitarte Editores, 2011.
- Séptima antología de Adonaias. Editorial Rialp, 2016.
- Alberto Infante: Voces del Nervión. Editorial Vitruvio, 2018.
- Mil años de poesía compilada con Cova Sánchez-Talón, (2024). Ediciones Vitruvio.

## Premios y reconocimientos
- 1990. Premio Ernestina de Champourcin de la Diputación Foral de Álava.
- 1993. Mención especial del “Imagínate Euskadi” del Banco CH.
- 1995. Premio Raimundo Ramírez de Antón de Terrassa.
- 1998. Premio Sarmiento del Ayuntamiento de Valladolid.
- 2001. Premio Francisco Javier Martín Abril del BBVA de Valladolid
- 2008. Premio Internacional de Poesía San Juan de la Cruz con el poemario Música de Aldaba, que fue editado en la colección Adonais de poesía.[15]
- 2019. Premio de la Asociación de editores de poesía.